# Coryphantha pulleineana
Coryphantha pulleineana är en kaktusväxtart som först beskrevs av Curt Backeberg, och fick sitt nu gällande namn av Charles Edward Glass. Coryphantha pulleineana ingår i släktet Coryphantha, och familjen kaktusväxter. Inga underarter finns listade i Catalogue of Life.